# 界牌店站
界牌店站是一个汉丹线上的铁路车站，位于湖北省云梦县倒店镇，建于1960年，目前为四等站，邮政编码为432511。目前客运：办理旅客乘降；不办理行李、包裹托运；货运：办理整车货物发到。